# ポルノグラフィー依存症
ポルノグラフィー依存症(Pornography addiction)またはポルノ依存症とは、個人の身体、精神、社会的関係、経済面に否定的帰結をもたらすにもかかわらず、ポルノグラフィマテリアルの使用を伴う性的行動を強迫的(en:compulsive)に行う依存の形態である。サイバーセックス依存を行動嗜癖の一形態として分類する支持材料には、人間に対するポルノ的指示を用いたen:Cue reactivity 実験によって証明された、サイバーセックスの応報、補強(依存的)特性が挙げられる。
問題のあるインターネットポルノグラフィー閲覧とは、当事者にとって個人的、社会的に問題を引き起こす(他のことに比してポルノ視聴の時間が過多になることを含む)インターネットポルノ視聴を指す。当事者は時に自身の過多なポルノグラフィー閲覧の帰結として、抑うつ、社会的孤立、キャリアの喪失、生産性の低下、経済的問題など、自身の社会生活が阻害されていると報告する。
この頁では「ポルノグラフィー依存」(Pornography addiction)および「問題のあるポルノグラフィー閲覧」(Problematic pornography viewing)という概念に関して記述する。なおここで言うポルノグラフィーとは主にインターネット上で頒布されているアダルトビデオが対象とされる。

## 症状および診断
ポルノグラフィー依存や問題のあるポルノグラフィー閲覧について、現在一般に承認された診断基準は存在していない。行動嗜癖に対する現在の"精神障害の診断と統計マニュアル"(DSM)に記載された診断基準はギャンブル依存症に関するもののみであり、それらは薬物乱用、依存に見られるような、尾状核の委縮、没頭行動、行動抑制の低下、耐性、撤退、社会心理的害などとの類似も見られる。診断基準は他の行動嗜癖に対しても提案されており、これらは薬物乱用、依存の確定診断に基づいていることも多い。
性行動過剰障害(en:Hypersexual disorder)に対して提案されている診断はポルノグラフィー依存を当疾患のサブタイプとして含んでいる。それは義務を伴い、ストレスへの反応の中で性的行動の反復、これら嗜癖を減らす試みの度重なる失敗、生活全体での苦悩や落ち込み、これらによる時間の消費を基準に含んでいる。問題のあるインターネットポルノグラフィー依存の研究においては、何週間かにわたって週に三回以上インターネットポルノを閲覧しており、またそれが生活において困難を引き起こしていることを基準として使用している。

### 診断の現状
現在のDSM-5は行動嗜癖に関する新たなセクションが設けられている。しかし含まれる疾患はギャンブル依存症のみである。他の行動嗜癖としては、インターネットギャンブル依存が更なる研究を要するとして挙げられている。精神医学者は他の行動障害をこれらに含めない理由として研究の不足を指摘している。しかしながら、2015、神経科学/神経心理学におけるポルノグラフィーユーザーの研究の広範なレビューでは、インターネットポルノグラフィー依存をサブタイプとしたインターネット依存をDSMに含めるべきだとしている。
ポルノ依存はDSM-5の診断には存在しない。"Viewing online pornography"は文字通りDSM-5に記載されているが、それは精神疾患とはされていない。
DSM-5が執筆された当時、専門家らは提起された診断上の依存を性行動過剰障害と呼称した。それはまた、ポルノグラフィーサをサブタイプとして含んでいた。しかし最終的にレビューアーらは性行動過剰障害またはそのサブタイプを2013年版に含めるには証拠が十分でないとした。—Kirsten Weir、　ポルノグラフィーは依存的か？
ポルノグラフィーはDSM-5内の性的倒錯の類型として議論されており、個別の診断名としては含まれていない。DSM-5はポルノグラフィーをメンタルヘルスの問題とはしていない。
2011年、American Society of Addiction Medicineが依存(Addiction)の定義として初めて、薬物依存だけでなく、全ての種類の外的応報の病的追求(Pathological pursuit of all kinds of external rewards)が含まれるとした。しかしながら、この定義は明白にポルノ依存に触れてはおらず、代わりに"Sexual behavior addiction"(性的行動依存)というフレーズが使われている。
ポルノグラフィー依存の位置づけは、取り分け小さな研究者集団によって、単なる強迫性を超えて依存的疾患の一つとされている。しかしながら彼らの著述はピアレビューの中で厳しい状況にさらされている。
DSM-5の姓分野に関わった経験のあるDr. Richard Kruegerは、ポルノ依存が注目を集め疾患として認知されつつあることに若干の疑念があると発言している。
彼はまた、アルコール等の依存患者が摂取者全体に対してマイノリティであることを挙げ、インターネットポルノにも同様のことが言えるのであれば可能性はあるが、まだ疾患とするには学術的な実証が不足していると話す。

## 治療
2012年時点では臨床試験による効果測定こそ無いものの、インターネット依存における成功体験が基礎となり、認知行動療法がポルノグラフィー依存に効果的でないかとの意見がある。また、問題あるポルノグラフィーの閲覧に対して"受容とコミットメント療法"(en:Acceptance and commitment therapy)が効果的な治療法たりうるのではないかとの知見が、無作為臨床試験において得られている。

### オンラインポルノグラフィー
いくつかの臨床医や支援団体はコンテンツコントロールソフトウェア、インターネットモニタリングの使用を、オンラインポルノグラフィーの利用を管理するために利用することを奨めている。
セックスリサーチャーのAlvin Cooperらは、フィルターの利用に、アクセシビリティを抑制することによる問題行動や再発の防止の観点から触れている。インターネット行動研究者のDavic Delmonicoは限界はあるが、フィルターは保護の最前線として役に立つとしている。

### NoFap
NoFapは2011年に設立されたオンラインコミュニティである。これはポルノグラフィーの利用、マスターベーション、性交渉などを避けたい人々をサポートするウェブサイトである。

### 回復過程
書籍『インターネットポルノ中毒』によると、男性が自慰断ちをした場合、個人差は色々とあるものの、標準的な回復過程としては、最初の2週間程度禁断症状が現れ、場合によっては不眠を伴い、その後、フラットライン（性欲喪失）が訪れ、2～6ヶ月後に回復する。禁断症状の時期に挫折する人や、フラットライン（性欲喪失）の存在を知らなくて中断する人が多々いる。

## 研究

### 疫学
ほとんどの研究は恣意的標本抽出en:Convenience sampleによっている。9265人のサンプルを用いたある研究では、1%のインターネットユーザーが明確にサイバーセックスに依存しており、17%が問題のある性的強迫の基準(KalichmanのSexual Compulsivity Scaleに照らして)に達していた。84人の男子学生を対象にしたある研究によると、ポルノグラフィーを利用する者の20－60%が問題を抱えているという。インターネット依存障害の割合はヨーロッパとアメリカにおいては1.5%～8.2%であるとの研究結果がある。インターネットポルノグラフィーユーザーはインターネットユーザーに含まれており、それは最も強迫的障害に向かいやすいと見られている。

### 宗教的影響
2014年に出された研究結果で、宗教と彼ら自身のポルノグラフィー依存に対する自己認識に関連性が認められた。この研究の筆頭著者はケース・ウェスタン・リザーブ大学のJoshua Grubbsであり、ジャーナルArchives of Sexual Behaviourに"Transgression as Addiction: Religiosity and Moral Disapproval as Predictors of Perceived Addiction to Pornography"という題名で掲載された。この研究結果でわかったことの一つは、信心深い人々ほどその消費実体に関わらず、自らをポルノグラフィーに依存していると信じ込む傾向にあるという。

## 関連用語
- 行動嗜癖
- 性依存症
- カミングアウト、開放性